# Danae Sioziou
Danae Sioziou (1987, Karlsruhe, Alemanya) és una poeta i escriptora d'origen grecoalemany.
Llicenciada en literatura anglesa per la Universitat d'Atenes, amb un Master en Gestió Cultural a la Universitat Panteion i un altre màster en història europea a la Universitat d'Atenes, va completar la seva formació a la Universitat Lliure de Berlín.
Va ser coeditora de la revista literària Teflon. El seu primer llibre, Useful Children Games, va ser guardonat amb el premi Jiannis Varveris per a joves escriptors i amb el Premi Estatal per a nous escriptors. Els seus poemes han estat traduïts a deu idiomes i ha participat en diversos festivals de poesia. Oceans of Lemonade, el seu segon llibre, es va publicar l'octubre de 2019 amb l'editorial Antipodes.
Els seus poemes, articles i traduccions han estat publicats en diverses revistes i diaris, com Teflon, Harlequin Creature, The Ilanot Review, NYRB i Brooklyn Rail entre d'altres. Els seus poemes han estat traduïts a l'anglès, l'alemany, el francès, el castellà, el català i el croat). També ha estat inclosa en quatre antologies: Austerity Measures (2016), La recerca del sud (2016), Petits animals a l'escorxador (2017), “Les dones expliquen històries. Experiències als països de l'Europa central i oriental” (2017) La col·lecció de poesia Useful Children Games és la seva primera i va ser publicada per Antipodes Editions. Fou guardonada amb el premi Jiannis Varveris per a joves escriptors.